# Hanne Darboven
Hanne Darboven, född 29 april 1941 i München, död 9 mars 2009 i Hamburg, var en tysk konceptuell konstnär. Hon är mest känd för sina storskaliga minimalistiska installationer innehållande handskrivna tabeller och teckningar.

## Tidigt liv och karriär
Efter en kort period då hon studerade till pianist, studerade Darboven konst med Willem Grimm, Theo Garve och Almir Mavignier på Hochschule für bildende Künste Hamburg från 1962 till 1965. Från 1966 till 1968 bodde hon i New York, först totalt isolerad från New Yorks konstliv. Sedan flyttade hon tillbaka till sin familjs hem i Hamburg och fortsatte att bo och arbeta där bland en  extraordinär samling av disparata kulturella artefakter  fram till sin död 2009.

## Verk

### Konstruktioner
På 1970-talet jämförde hon ofta sitt arbete, som hon betraktade som en form av skrift, med sådana författare som Heinrich Heine och Jean-Paul Sartre. 1978 transkriberade hon citat eller hela passager i sina texter eller översatte dem till mönster. 1978 införlivade hon också visuella dokument, till exempel fotografiska bilder och diverse föremål som hon hittade, köpte eller fick som presenter.

Ett exempel på Darbovens arbete under hennes mest produktiva period är Sunrise/Sunset, New York, New York City, today. Arbetet gjordes 1984 och består av 385 teckningar med filtpenna på grafpapper. Storleken är 31 x 35 centimeter vardera. Den första teckningen för varje månad är dekorerad med ett nostalgiskt vykort som visar framstående platser och pittoreska scener från ett tidigare New York. Den första teckningen i varje månad heter 'heute' ('idag'). Alla andra dagar i månaden numreras i följd. Det totala arbetet hängs i månatliga block med 30 eller 31 dagsteckningar utöver den inledande vykortteckningen. Sammantaget representerar arbetet en tidsperiod där man lever och arbetar och framkallar samtidigt nostalgiska minnen från det förflutna. Den minimalistiska Sydkoreanska kalendern, 1991 presenterar sidor från en sydkoreansk kalender, med månadens dagar markerade med stora romerska siffror som ibland förvandlas från svart till rött eller blått utan uppenbart skäl. Siffrorna är fyllda med ett spetslikt mönster av vita prickar och omges av en mängd färgglada detaljer: små blå teckningar av diamantringar och armband av rostfritt stål, yin och yang-tecken och eleganta koreanska skrivtecken.

### Matematisk musik
På 1980-talet utvidgade Darboven ytterligare sin räckvidd genom att inkludera musikaliska arrangemang och fotografier i sina verk. I sin så kallade matematiska musik konverterade hon siffrorna i deras rader och kolumner till ljud. Nummer tilldelades vissa anteckningar och numeriska serier översattes till musikaliska poäng.

## Legat
Hanne Darboven Foundation, som grundades 2000 och uppkallats efter sin grundare, främjar samtida konst genom att stödja unga talanger, som i synnerhet tar itu med temat 'tid och rum' inom konceptkonstens och den visuella konstens områden, kompositioner och litteratur.
 Stiftelsen spelade, som arvtagare till konstnärens saker, in Darbovens kompletta  Requiem Cycle . För att bevara konstnärens verk och göra delar av hennes egen samling tillgänglig för allmänheten, köpte stiftelsen hennes tidigare bostad i Rönneburg 2012.

## Utställningsar
Hanne Darbovens verk har presenterats på åtskilliga utställningar i Tyskland och utomlands. ennes första ensamutställning utanför Tyskland skedde på  Art & Project i Amsterdam 1970. Utställningen av hennes tvådelade verk Card Index: Filing Cabinet (1975), som hölls samtidigt i två gallerier i New York 1978, var den första gången som Darboven visade sina verk i USA. Därefter bestämde hon sig för att tillfälligt sluta med utställningar under 1976. Darboven har sedan dess haft åtskilliga enpersonsutställningar, företrädesvis i Europa och Nordamerika, inklusive stora presentationer i Deichtorhallen i Hamburg; i Van Abbemuseum, Eindhoven; och Dia Center for the Arts, New York. Individuella verk av Darboven var redan med i Documenta 5, 6 och 7, och1982 representerade hon Tyskland på Biennale di Venezia (tillsammans med Gotthard Graubner och Wolfgang Laib). På Documenta 11 visades hennes verk med sina många facetter på tre våningsplan av Fridericianum i Kassel, med fler  än 4 000 teckningar.
Darbovens verk visades först på Galerie Konrad Fischer. Galleristen Leo Castelli gav henne nio visningstillfällen mellan 1973 and 1995.